# Sùng Dương
Sùng Dương (chữ Hán giản thể:崇阳县) là một huyện thuộc địa cấp thị Hàm Ninh, tỉnh Hồ Bắc, Cộng hòa Nhân dân Trung Hoa. Huyện này có diện tích 1968 ki-lô-mét vuông, dân số năm 2004 là 460.000 người. Mã số bưu chính là 437500. Về mặt hành chính, huyện này được chia thành 8 trấn, 4 hương.
- Trấn: Thiên Thành, Thạch Thành, Quế Hoa Tuyền, Bạch Nghê, Thanh Sơn, Kim Đường, Sa Bình.
- Hương: Tiêu Lĩnh, Đồng Chung, Cao Thị, Cảng Khẩu.